# Lactuca abietina
Lactuca abietina là một loài thực vật có hoa trong họ Cúc. Loài này được (Boiss. & Balansa) Kirp. miêu tả khoa học đầu tiên năm 1964.